# Фомин, Николай Александрович
Николай Александрович Фомин (1902—1978) — советский авиаконструктор и учёный, лауреат Государственной премии СССР.

## Биография
Родился 12.05.1902 в Новочеркасске.
Окончил два курса физико-математического факультета Ростовского университета (1920—1922) и механический факультет МВТУ (1922—1929).
Работал в ЦАГИ в КБ Туполева сначала в бригаде В. А. Чижевского, с 1933 г. в бригаде П. О. Сухого. Ведущий инженер по конструированию самолётов «Родина» и «СССР-25», за эту работу награждён орденом «Знак Почёта» (13.08.1936). Участвовал в разработке АНТ-25 (ведущий инженер), АНТ-37бис, Су-2.
В августе 1939 года вместе с Сухим перешёл на завод № 135 на должность начальника бригады общих видов.
В 1949 году, когда КБ Сухого было ликвидировано, перешёл на преподавательскую работу в МАИ. В 1950—1957 и 1960—1968 гг. заведующий кафедрой «Проектирование самолётов». Работал на кафедре до последних дней.
В 1954 г. защитил кандидатскую диссертацию:
- Определение основных параметров самолёта при эскизном проектировании : диссертация … кандидата технических наук : 05.00.00. — Москва, [1954]. — 122 с. : ил.

Параллельно работал в ЦАГИ.
Автор учебника:
- Проектирование самолётов [Текст] : Определение веса, компоновка, выбор схемы и основных параметров : [Учеб. пособие для авиац. вузов]. — Москва : Оборонгиз, 1961. — 362 с., 1 л. черт. : ил.; 23 см.

Этот учебник в дальнейшем был переработан и дополнен другими авторами, и за его третье издание (1983 г.) в 1986 г. присуждена Государственная премия СССР.